# Festival slovenskega filma 2005
8. festival slovenskega filma je potekal od 1. do 4. decembra 2005 v Portorožu (in Piranu). Festival se je na Obalo vrnil po dveh letih, ko je gostoval v Celju in Ljubljani. Osrednje prizorišče je bil Avditorij Portorož, kjer je bil predvajan tekmovalni program, projekcije filmov iz informativnega programa in retrospektive pa so potekale v piranskem gledališču Tartini. Direktor festivala je bil novoimenovani Jože Dolmark, ki je opravljal tudi vlogo selektorja.
Na spored je bilo uvrščenih 44 filmov (retrospektiva ni všteta): 18 se jih je potegovalo za nagrade vesna (tekmovalni program), informativni program je obsegal 23 filmov, predvajane pa so bile tudi 3 posebne projekcije. Festival je uradno odprl film Saša Podgorška Kaj boš počel, ko prideš ven od tu?.

## Nagrade

### Nagrada Metoda Badjure za življenjsko delo
- Jože Pogačnik

### Vesne (nagrade strokovne žirije)
Strokovno žirijo 8. FSF-ja so sestavljali Sergij Grmek Germani, Zoran Hochstätter in Franco Juri.
| Nagrada                                                                      | Prejemnik                                                      |
| ---------------------------------------------------------------------------- | -------------------------------------------------------------- |
| vesna za najboljši celovečerni film (igrani, dokumentarni ali animirani)     | Odgrobadogroba (r. Jan Cvitkovič)                              |
| vesna za najboljši srednjemetražni film (igrani, dokumentarni ali animirani) | Kaj boš počel, ko prideš ven od tu? (r. Sašo Podgoršek)        |
| vesna za najboljšo režijo                                                    | Igor Šterk (Uglaševanje)                                       |
| posebna nagrada žirije za režijo                                             | Matjaž Klopčič (Ljubljana je ljubljena)                        |
| vesna za najboljši scenarij                                                  | Jože Baša (Voda v očeh)                                        |
| vesna za najboljšo glavno žensko vlogo                                       | Nataša Burger (Uglaševanje)                                    |
| vesna za najboljšo glavno žensko vlogo                                       | Nataša Barbara Gračner (Delo osvobaja, Ljubljana je ljubljena) |
| vesna za najboljšo glavno moško vlogo                                        | Peter Musevski (Delo osvobaja, Uglaševanje)                    |
| vesna za najboljšo stransko žensko vlogo                                     | Sonja Savić (Odgrobadogroba)                                   |
| vesna za najboljšo stransko moško vlogo                                      | Drago Milinović (Odgrobadogroba)                               |
| vesna za posebne dosežke – najboljša montaža                                 | Dafne Jemeršič (Kaj boš počel, ko prideš ven od tu?)           |
| vesna za posebne dosežke – najboljša glasba                                  | Urban Koder (Ljubljana je ljubljena)                           |
| Kodakova nagrada za najboljšo filmsko fotografijo                            | Sven Pepeonik (Kaj boš počel, ko prideš ven od tu?)            |
| najboljši prvenec                                                            | Zasukanec (r. Špela Čadež)                                     |

Pravila so določala, da strokovna žirija podeli nagrade vesna v 8 "glavnih" kategorijah (stranska moška vloga, stranska ženska vloga, glavna moška vloga, glavna ženska vloga, scenarij, režija, kratki film, celovečerni film) – pri čemer so se odločili nagraditi najboljši srednjemetražni film namesto kratkega –, poleg tega pa lahko podeli vesne za posebne (tehnične) dosežke (največ štiri) v naslednjih kategorijah:
- montaža
- scenografija
- kostumografija
- animacija

- maska
- ton
- fotografija
- glasba

Žirija se je odločila podeliti dve vesni za posebne dosežke: za montažo in glasbo. Podelila bi lahko tudi posebno priznanje, s katerim bi nagradila določeno delo izven zgoraj zapisanih kategorij, a tega ni storila.
Sodeč po objavah na (arhivirani) spletni strani 8. FSF-ja, je ta ista žirija izbrala tudi prejemnika Kodakove nagrade za najboljšo filmsko fotografijo in nagrade (občine Piran) za najboljši prvenec, ki sta bili ločeni od vesen.

### Nagrada občinstva
- Voda v očeh (r. Jože Baša)

Za nagrado občinstva se je potegovalo 6 celovečernih filmov tekmovalnega programa: Voda v očeh (ocena 4,6), Razdružene države Amerike (4,41), Delo osvobaja (4,39), Odgrobadogroba (4,3), Uglaševanje (3,7), Ljubljana je ljubljena (3,6).

### Ostale nagrade
| Nagrada                                                                           | Prejemnik                                  | Žirija                                                 |
| --------------------------------------------------------------------------------- | ------------------------------------------ | ------------------------------------------------------ |
| nagrada žirije Društva slovenskih filmskih kritikov za najboljši celovečerni film | Uglaševanje (r. Igor Šterk)                | - Ingrid Kovač Brus - Mateja Valentinčič - Igor Palčič |
| nagrada žirije Društva slovenskih filmskih kritikov za najboljši celovečerni film | posebna omemba: Voda v očeh (r. Jože Baša) | - Ingrid Kovač Brus - Mateja Valentinčič - Igor Palčič |
| Kodakova nagrada za najboljši študentski film                                     | Solzice (r. Aiken Veronika Prosenc)        | - Helena Koder - Krsto Papić - Milan Ljubić            |
| Stopov igralec leta                                                               | Peter Musevski (Delo osvobaja)             | - Damjana Černe - Borut Veselko - Miha Brun            |

1. ↑  Imenovana tudi nagrada Združenja slovenskih filmskih kritikov ali nagrada FIPRESCI.
2. ↑  Vseh osem študentskih filmov (pet iz tekmovalnega in trije iz informativnega programa) je bilo prikazanih v enem bloku (Filmi študentov AGRFT): Solzice Aiken Veronike Prosenc, C'est la vie Florjana Skubica, Uspavanka Borisa Dolenca, Peter Kržišnik Alenke Kraigher, Jaz sem Vinko Igorja Gajiča, August Šek Gregorja Božiča, Dom za spominjanje Marka Šantića in Štejemo Darka Sinka. Vsi so nastali v produkciji AGRFT-ja. Sklepati gre, da so se za nagrado potegovali le tisti iz tekmovalnega programa: C'est la vie, Jaz sem Vinko, Peter Kržišnik, Solzice in Uspavanka.
3. ↑  Nagrada revije Stop za najboljšega igralca ali igralko leta. V poštev so prišli igralci in igralke v celovečernih filmih.

## Tekmovalni program

### Celovečerni filmi
| Naslov                    | Režija         |
| ------------------------- | -------------- |
| Igrani                    |                |
| Delo osvobaja             | Damjan Kozole  |
| Ljubljana je ljubljena    | Matjaž Klopčič |
| Odgrobadogroba            | Jan Cvitkovič  |
| Uglaševanje               | Igor Šterk     |
| Voda v očeh               | Jože Baša      |
| Dokumentarni              |                |
| Razdružene države Amerike | Sašo Podgoršek |

### Srednjemetražni filmi
| Naslov                              | Režija         |
| ----------------------------------- | -------------- |
| Plesni                              |                |
| Kaj boš počel, ko prideš ven od tu? | Sašo Podgoršek |
| Igrano-dokumentarni                 |                |
| Valček za 4                         | Boris Palčič   |
| Igrani                              |                |
| Želim vse                           | Brane Bitanc   |

### Kratki filmi
| Naslov                      | Režija                 |
| --------------------------- | ---------------------- |
| Igrani                      |                        |
| C'est la vie                | Florijan Skubic        |
| Interieri                   | Matej Filipčič         |
| Jaz sem Vinko               | Igor Gajič             |
| Nič novega, nič pretiranega | Sonja Prosenc          |
| Peter Kržišnik              | Alenka Kraigher        |
| Solzice                     | Aiken Veronika Prosenc |
| Uspavanka                   | Boris Dolenc           |
| Animirani                   |                        |
| Koyaa                       | Kolja Saksida          |
| Zasukanec                   | Špela Čadež            |

## Informativni program
| Naslov                                                             | Kategorija                               | Režija                 | Leto |
| ------------------------------------------------------------------ | ---------------------------------------- | ---------------------- | ---- |
| Animatorjeva avtobiografija                                        | kratki animirani film                    | Dušan Kastelic         | 2004 |
| August Šek                                                         | kratki dokumentarni film                 | Gregor Božič           | 2004 |
| Boli?                                                              | kratki igrani film                       | Marko Cafnik           | 2005 |
| Aven čhavora                                                       | celovečerni dokumentarni film            | Filip Robar Dorin      | 2005 |
| Črno na belem                                                      | kratki animirani 3D film                 | Roman Zajec            | 2003 |
| Deček s soncem                                                     | kratki animirani film                    | Matej Ocepek           | 2005 |
| Dom za spominjanje                                                 | kratki dokumentarni film                 | Marko Šantić           | 2004 |
| Flosarji                                                           | srednjemetražni dokumentarni film        | Franci Slak, Aleš Šega | 2005 |
| Gora in pesem                                                      | kratki eksperimentalni igrani film       | Alen Kramar            | 2005 |
| Gusti                                                              | kratki dokumentarno-igrani film          | Primož Kastelic        | 2004 |
| Happy New Year! 2005                                               | kratki igrano-dokumentarni film          | Dimitar Anakiev        | 2005 |
| Kaj pa gospod Bach?                                                | celovečerni igrano-dokumentarni film     | Polona Sepe            | 2004 |
| King of the Road                                                   | kratki dokumentarni film                 | Dimitar Anakiev        | 2005 |
| Mariborska dvorišča                                                | kratki dokumentarni film                 | Bojan Labovič          | 2004 |
| Foto/Photo portret Joco Žnidaršič, Neznosna lahkost fotografiranja | srednjemetražni dokumentarni film        | Maja Weiss             | 2005 |
| Pod Prešernovo glavo                                               | kratki dokumentarni film                 | Maja Weiss             | 2004 |
| Poroka                                                             | kratki igrani film                       | Petar Pašić            | 2005 |
| Pot v neznano                                                      | srednjemetražni igrani film              | Aleš Ferenc            | 2005 |
| Red Exp TV: plavanje v Sao Paulu z gospodom Red Exp-om             | srednjemetražni dokumentarni film        | Matej Ocepek           | 2005 |
| Primer Andrije E. (Slučaj Andrije E.)                              | srednjemetražni igrani film              | Marko Cvejić           | 2005 |
| Stanislav Škrabec – oče slovenske fonetike                         | srednjemetražni igrano-dokumentarni film | Matjaž Žbontar         | 2005 |
| Štejemo                                                            | kratki dokumentarni film                 | Darko Sinko            | 2004 |
| Trdinov ravs                                                       | celovečerni dokumentarno-igrani film     | Filip Robar Dorin      | 2005 |

V informativni program so bili prvotno uvrščeni tudi filmi Pogled z Eifflovega stolpa Nikole Vukčevića, Koncert za mobilne telefone in orkester Jasne Hribernik ter Harmonikarji Dušana Moravca in Leona Matka, a so bile njihove projekcije odpovedane.

## Posebne projekcije
| Naslov                     | Kategorija                             | Režija             |
| -------------------------- | -------------------------------------- | ------------------ |
| ET(h)NOS Anche noi Tudi mi | srednjemetražni dokumentarni film      | Boris Palčič       |
| Dobro urejeni mrtveci      | celovečerni koprodukcijski igrani film | Benjamin Filipovič |
| Le grand macabre           | celovečerni eksperimentalni film       | Ema Kugler         |

## Retrospektiva: Jože Pogačnik
Retrospektiva je bila posvečena Jožetu Pogačniku in njegovim sopotnikom slovenske šole kratkega filma iz šestdesetih in sedemdesetih let.
| Naslov                     | Režija           | Leto |
| -------------------------- | ---------------- | ---- |
| Na stranskem tiru          | Jože Pogačnik    | 1964 |
| Cukrarna                   | Jože Pogačnik    | 1972 |
| Sledim soncu               | Jože Pogačnik    | 1972 |
| Derby                      | Jože Pogačnik    | 1965 |
| Strogo zaupno              | Jože Pogačnik    | 1963 |
| Sestra                     | Jože Pogačnik    | 1960 |
| Grajski biki               | Jože Pogačnik    | 1967 |
| Fantastična balada         | Boštjan Hladnik  | 1957 |
| Zid                        | Žare Lužnik      | 1982 |
| Na sončni strani ceste     | Matjaž Klopčič   | 1959 |
| Jutrišnje Delo             | Jože Pogačnik    | 1967 |
| Kazenski zakonik, člen 188 | Milan Ljubić     | 1969 |
| Muzej zahteva              | Mako Sajko       | 1967 |
| Poberi denar               | Mirko Grobler    | 1956 |
| Dve koračnici              | Dušan Povh       | 1971 |
| Heroji slovenskega naroda  | Franček Rudolf   | 1986 |
| Občan Urban                | Jože Bevc        | 1963 |
| 6 etud                     | Branko Ranitović | 1987 |
| Piknik v nedeljo           | Karpo Godina     | 1968 |